# Gerard Mulder
Gerard Mulder (24 januari 1947) is een Nederlands journalist. Hij werkte na zijn middelbareschooltijd, die zich grotendeels afspeelde in Keulen, bij verscheidene dagbladen, waaronder de Zwolse Courant, Het Vrije Volk en De Telegraaf, en was tussen 1976 en 1987 redacteur van Vrij Nederland. Tijdens het schrijven van de biografie over Van Randwijk werd Mulder bij Vrij Nederland vanwege een reorganisatie ontslagen. Het uitgeven van het boek over Van Randwijk ging niet zonder slag of stoot. Er was een controverse rond het vermelden van de affaires van Van Randwijk met verschillende vrouwen en rond zijn drankgebruik. Uiteindelijk ging de uitgever overstag en werd het boek zonder aanpassingen op dat gebied gepubliceerd.
Daarna was Mulder hoofdredacteur van geschiedenismagazine Comeback (1989), stond hij twee jaar aan de leiding van het Zaterdags Boekenbijvoegsel van NRC Handelsblad (1990-1991) en was hij adjunct-hoofdredacteur van HP/De Tijd (2001-2004). Daarnaast schreef hij een aantal pershistorische boeken. Tussen oktober 2005 en maart 2014 schreef Mulder wekelijks de column Argwaan in dagblad Het Parool.